# John Pollard
Sir John Pollard, né en 1508 au plus tard et mort le 12 août 1557, est un juriste et homme politique anglais.

## Biographie
Descendant de plusieurs maires de Plymouth, il étudie le droit au Middle Temple et devient avocat. Il entre en politique en étant élu député de Plymouth à la Chambre des communes du Parlement d'Angleterre en 1529, et est réélu pour cette même circonscription pour le parlement suivant en 1536. Il est juge dans le Devon de 1538 à 1547. Il exerce comme avocat à Plymouth puis dans l'Oxfordshire, avant d'être nommé juge pour les comtés gallois de Brecknockshire, Glamorgan et Radnorshire en 1550. 
Conservateur en matière de religion, il ne reprend sa carrière de parlementaire que lorsque la catholique Marie Ire accède au trône en 1553. Il siège comme député de l'Oxfordshire aux parlements d'octobre 1553, avril 1554 et novembre 1554. La reine souhaite qu'il soit le président (speaker) de la Chambre des communes pour le parlement d'octobre 1553, et les députés acceptent de l'élire à cette fonction. Au premier parlement de 1554, il prend la parole « avec véhémence » pour défendre un projet de loi visant à punir toute personne critiquant la reine ou son mari Philippe II d'Espagne ; la Chambre refuse toutefois de l'adopter. 
Le Conseil privé de Marie propose qu'il soit à nouveau président de la Chambre pour le parlement de 1555, mais les citoyens de l'Oxfordshire refusent de le réélire député. Il est néanmoins élu par les citoyens de Chippenham, et les députés l'élisent alors à nouveau à leur présidence. Ce parlement de 1555 s'avère « presque impossible à gérer », un certain nombre de députés s'évertuant à faire rejeter les projets de loi du gouvernement. Sous pression des députés, John Pollard soutient le vote contre un projet de loi qui aurait « menacé les réfugiés protestants [anglais] à l'étranger de lourdes pénalités ». Il est néanmoins fait chevalier, semble-t-il en octobre 1555 à l'issue de ce parlement. 
En avril 1557 il est nommé juge de Chester, de Flint, de Denbigh et de Montgomery, mais il tombe malade durant l'été et meurt en août, sans descendance.